# Вальер, Жан Флоран де
Жан Флора́н де Валье́р (фр. Jean-Florent de Vallière; 7 сентября 1667 года, Париж — 7 января 1759 года) — французский артиллерийский генерал-лейтенант в эпоху Людовика XV; член Французской академии.

## Карьера
Жан Флоран де Вальер родился 7 сентября 1667 года в городе Париже.

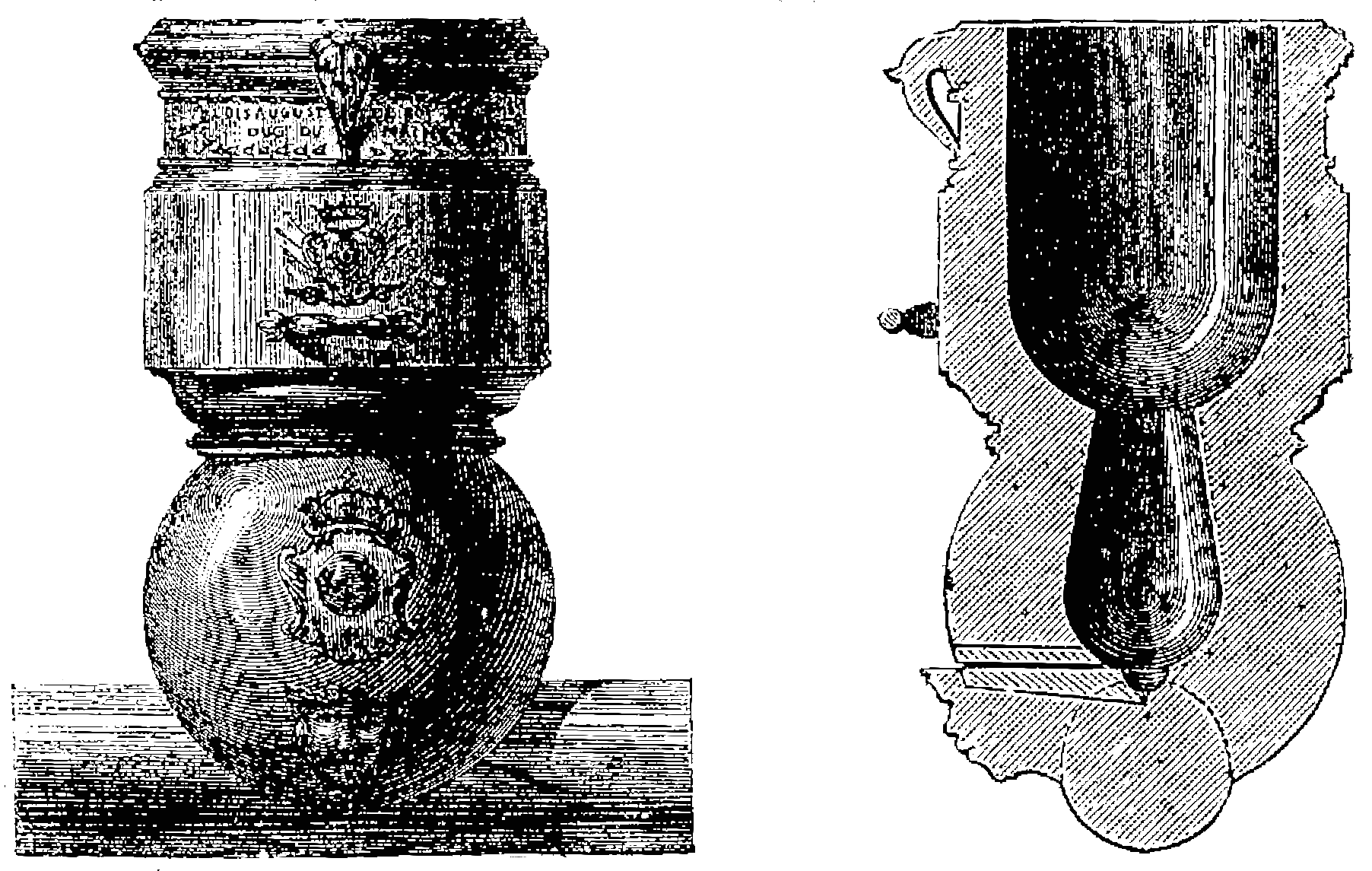
Мортира системы Вальера

Начал службу кадетом в 1685 году; участвовал в шестидесяти осадах и 10 больших сражениях. Командовал артиллерией при осаде Кенуа (1715), где с 34 орудиями за одни сутки уничтожил 80 вражеских пушек; за что был произведён в бригадные генералы. Изобретения по части артиллерии и минного искусства обратили на него внимание, и он был назначен директором артиллерийской школы, а в 1717 году — генерал-инспектором всей французской артиллерии.
Назначенный главноуправляющим артиллерией в 1719 году, Вальер положил прочное начало хорошему артиллерийскому образованию между офицерами, а в 1732 году впервые ввёл во Франции правильную систему орудий, то есть точно определил главные данные их устройства, а также калибры, поделив их на пять родов, которая получила его имя. Система Вальера отличалась прочностью, однообразием и простотой устройства, но ей недоставало подвижности, вследствие излишней длины и веса орудий.
Участвовал в кампании 1733 года; отличился искусством боя в Деттингенском сражении (27 июня 1743).
Жан Флоран де Вальер умер 7 января 1759 года.